# Adil Zouthane
Adil Zouthane, né le 4 septembre 1982 à Eindhoven (Pays-Bas), est un joueur international néerlandais de futsal.

## Biographie
Le 17 octobre 2010, il reçoit sa première sélection en équipe nationale, à l'occasion d'dun match contre le Paraguay (défaite 1-5).
En 2016, il est contraint de quitter le ZVV 't Knooppunt, à cause de problèmes avec la justice au sein du club. Il s'engage pour deux ans au Hovocubo.
En 2018, il retourne au FCK De Hommel.

## Palmarès
- Vainqueur de la Coupe des Pays-Bas en 2016 avec le ZVV 't Knooppunt
- Champion des Pays-Bas en 2018 avec le Hovocubo